# Суговушанское водохранилище
Суговушанское водохранилище  (азерб. Suqovuşan su anbarı) — водохранилище в Азербайджане, на реке Тертер.

## Общие сведения
Водохранилище расположено в Агдеринском районе близ села Суговушан на реке Тертер.
Введено в эксплуатацию в 1975 году с целью орошения сельскохозяйственных земель.
В период армяно-азербайджанского конфликта, в 1994—2000 годах Мадагизское водохранилище находилось на территории части Тертерского региона, контролируемой НКР. Территория перешла под контроль Азербайджана 3 октября 2020 года.
Объём водохранилища — 5,86 млн м³. Высота плотины — 28 м, длина — 630 м.
На водохранилище действует гидроэлектростанция мощностью 50 мегаватт. 3 октября 2021 года на водохранилище введены в эксплуатацию малые ГЭС Суговушан-1 мощностью 4,8 мегаватт и Суговушан-2 мощностью 3 мегаватт.
В июне 2021 года начат капитальный ремонт водохранилища, восстановлена подача воды на орошаемые территории.
Водохранилище способно обеспечить водой 96 217 гектаров пахотной территории. Вода из водохранилища способна обеспечить сельскохозяйственные угодья Тертера, Агдере, Агдама, Агджабеди, Евлаха, Барды, Гёранбоя.
От водохранилища отходит магистральный водный канал длиной 5,2 км, протянуты каналы вдоль левого берега реки Тертер (22 км) и вдоль правого берега (70 км), канал Суговушан — Хан (37 км).
Водохранилище пополняется водой из Сарсангского водохранилища.
Мониторинг водохранилища осуществляется Государственным агентством водных ресурсов Азербайджана.